# Пикката
Пикката (итал. Piccata) – блюдо из жареной телятины или курятины итальянского или итало-американского происхождения. Мясо тонко нарезают, обваливают в муке, обжаривают, а затем подают в соусе, содержащем лимонный сок, сливочное масло и каперсы.

## Этимология и происхождение
Рассматривается два варианта происхождение названия блюда. Piccata — итальянское слово, женская форма прилагательного piccato, означающего «насыщенный жиром», «нашпигованный». Или от слова piccarsi («уколотый»)  от французского piqué, причастия прошедшего времени глагола piquer. 
Исследования показали, что блюдо появилось в Соединенных Штатах в 1930-х годах. Похоже, его создали итальянские иммигранты, и изначально готовили из телятины (которая тогда была намного дешевле курятины) .
Некоторые авторы указывают на его сицилийское происхождение, потому что это блюдо с «пикантным вкусом» содержит терпкие и пикантные ингредиенты, обычно используемые в сицилийской кухне.

## Приготовление
Традиционно итальянцы используют телятину (piccata di vitello), особенно когда готовят пиккату по-милански , но также используют меч-рыбу (pesce spada con capperi e limone). Самое известное блюдо этого типа в Соединенных Штатах Америки состоит из куриного мяса (chicken piccata). Рецепт имеет вегетарианскую адаптацию с использованием сейтана (seitan piccata).
Куриную грудку разрезают вдоль на две половинки («бабочкой») или по ширине. Отбивают до одинаковой толщины между двумя кусками вощёной бумаги или полиэтиленовой пленки. Приправляют и обваливают в муке, а затем обжаривают на сливочном или оливковом масле. Соус готовится в сковороде. Добавляют лимонный сок и белое вино или куриный бульон. Лук-шалот или чеснок можно добавить с каперсами, нарезанной петрушкой и ломтиками лимона. После уваривания добавляют сливочное масло, чтобы закончить соус .
В Соединенных Штатах его обычно подают с овощами, макаронами, полентой или рисом. В Италии пикката из телятины является вторым блюдом, и его подают после пасты (или другого крахмалистого продукта).

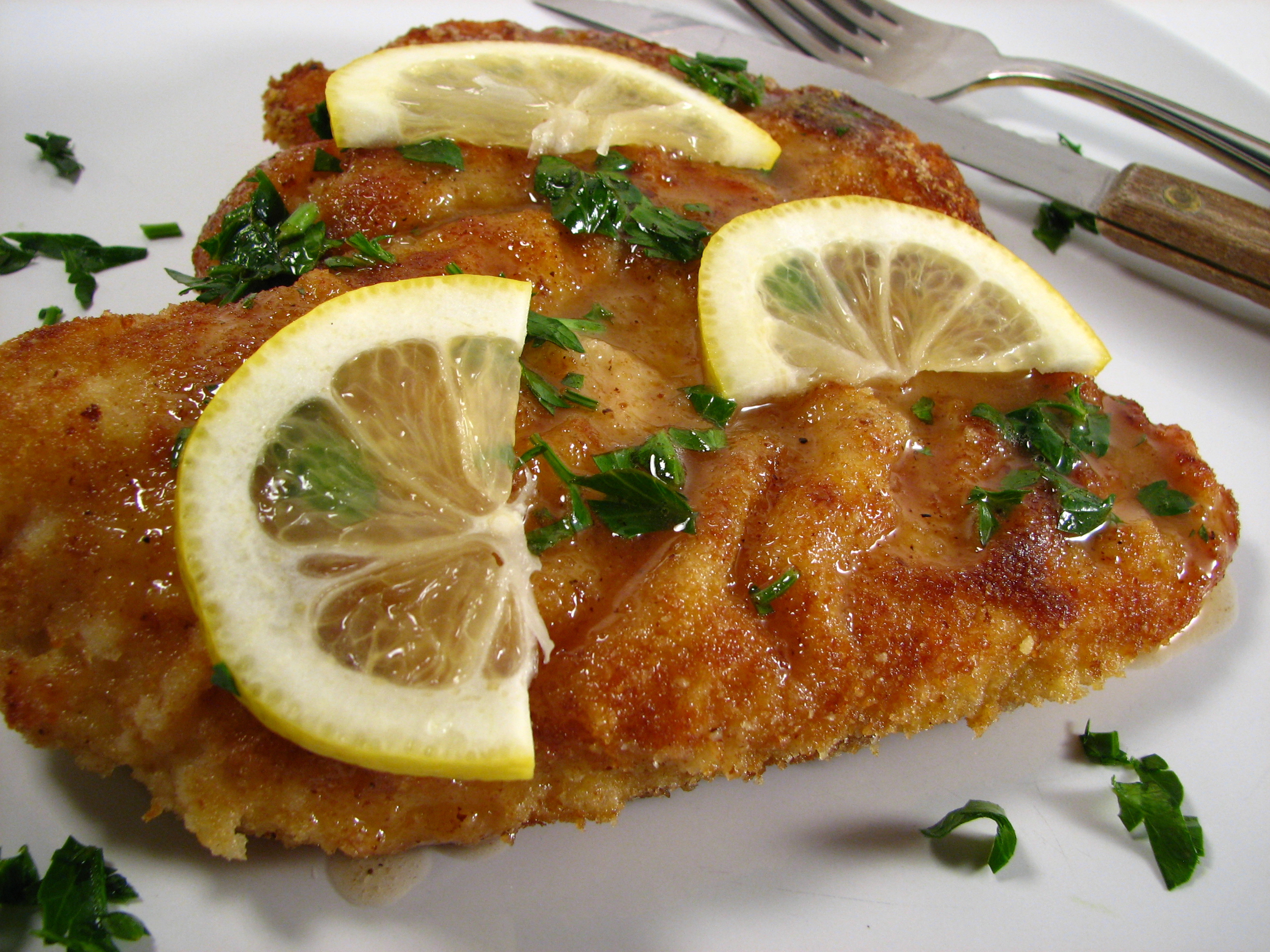
Куриная пикката
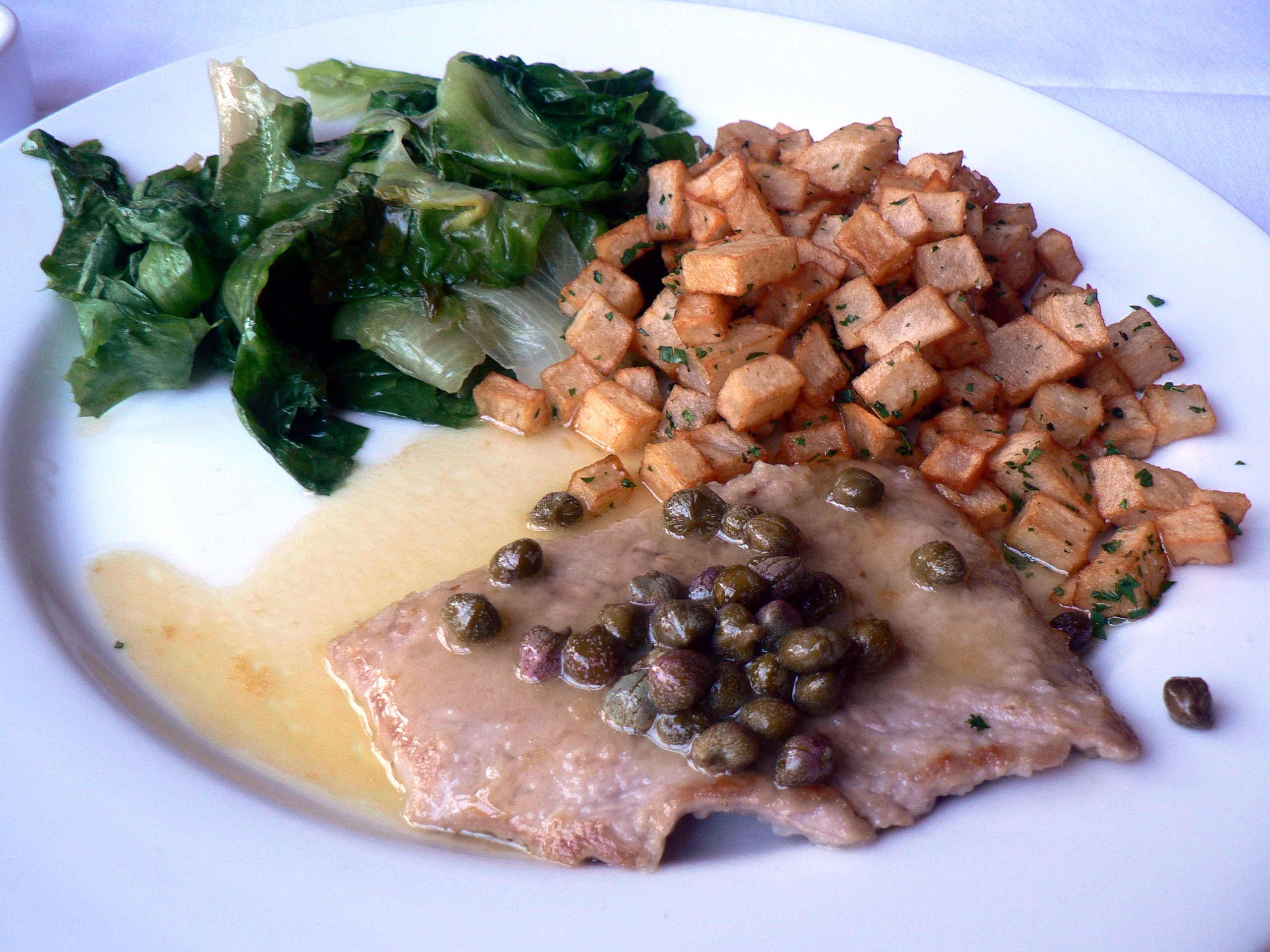
Пикката из телятины
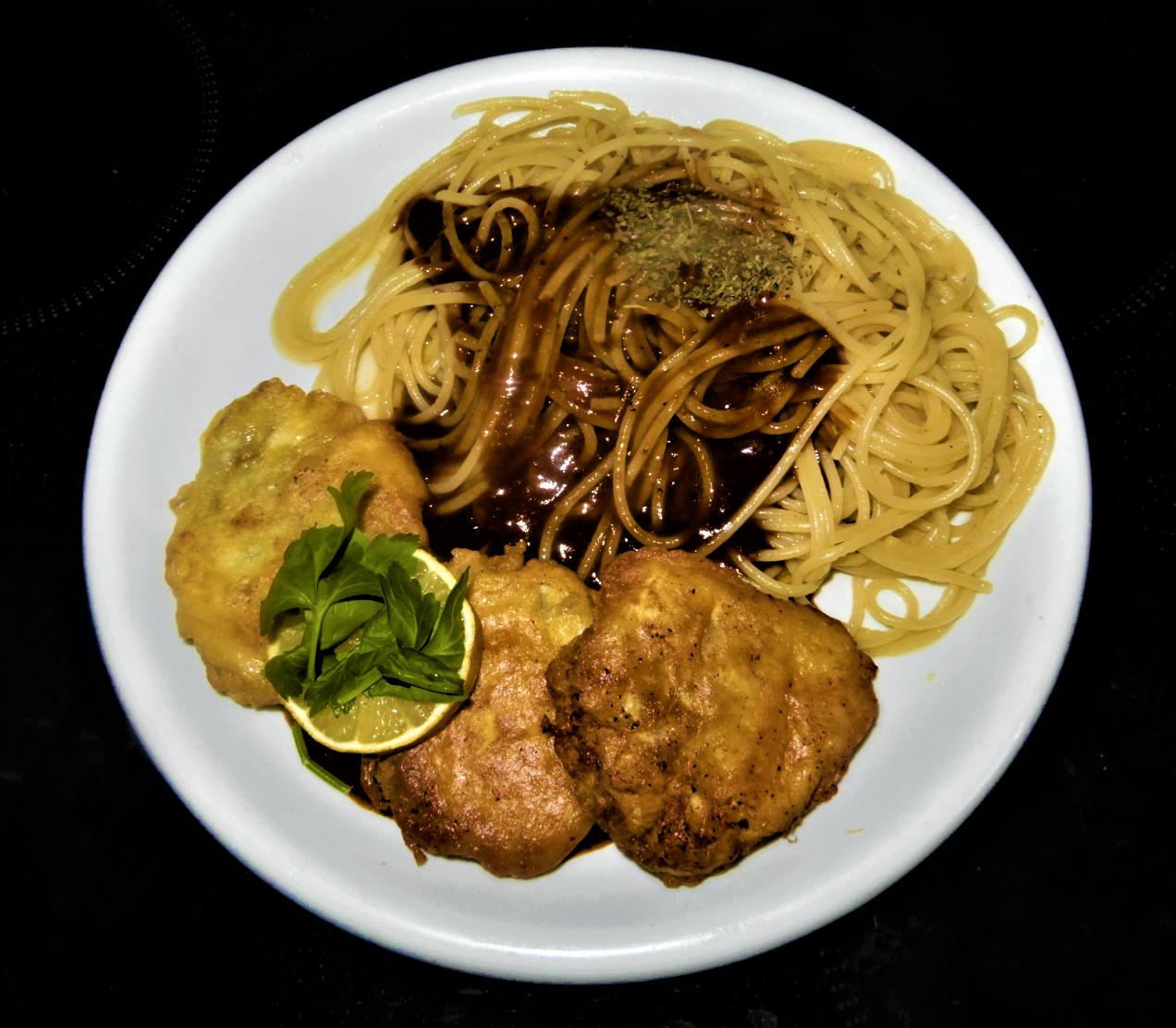
Миланская пикката
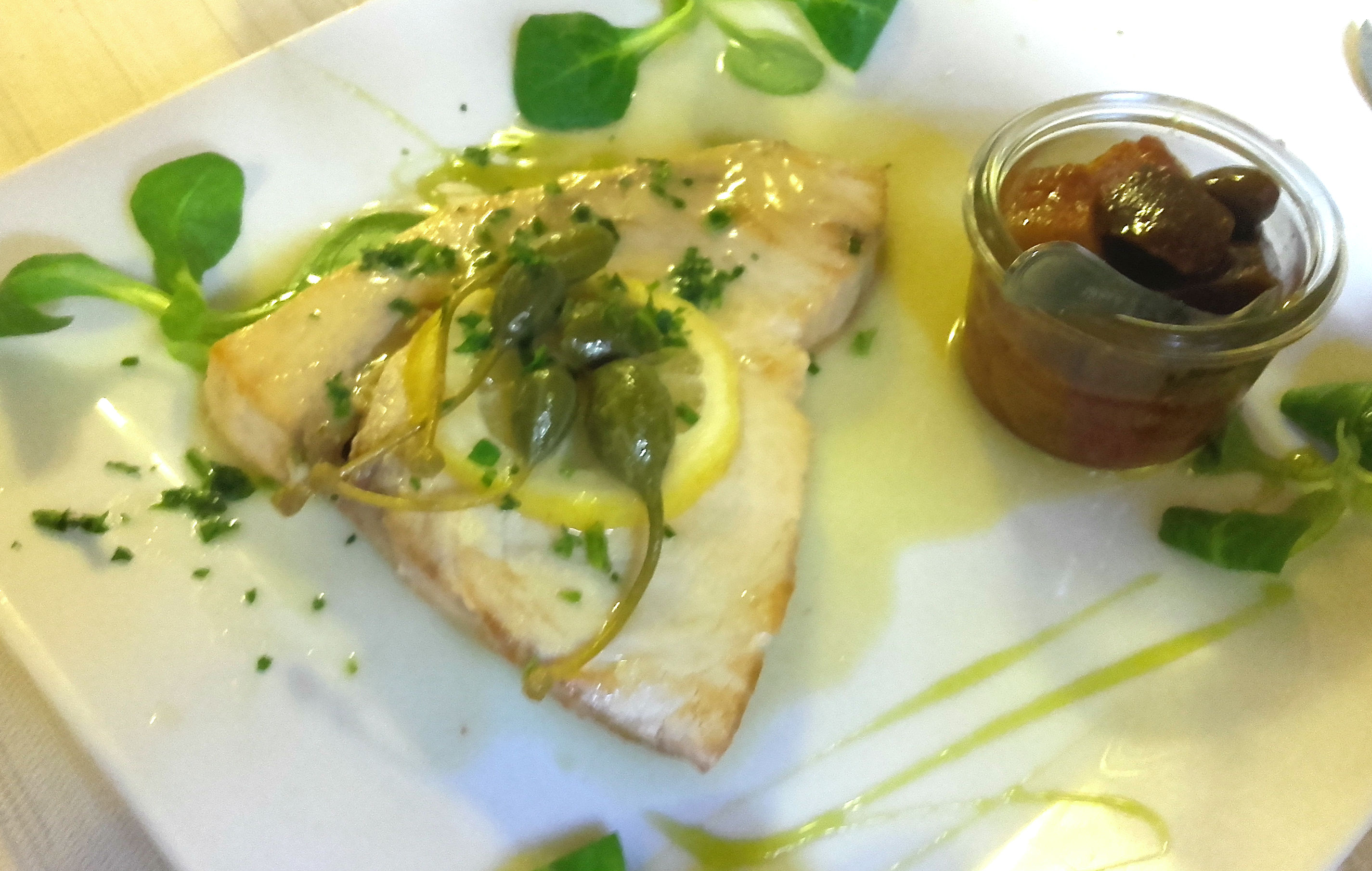
Пикката из меч-рыбы

## Бибилиография
- Anna Del Conte. Gastronomy of Italy: Revised Edition :  [англ.]. — 2013. — ISBN 1862056587.